# Molí d'oli de Cal Calçoner
Molí d'oli de Cal Calçoner és un monument del municipi de Mollerussa (Pla d'Urgell) inclòs en l'Inventari del Patrimoni Arquitectònic de Catalunya.

## Descripció
Edifici format per dos cossos simètrics i annexes industrials. La simetria és present en tots els elements del conjunt. La teulada és formada per dues cobertes a dues aigües. Els eixos estan marcats per les portes d'entrada que es corresponen amb els vèrtexs de les teulades. Els careners corren perpendiculars al frontis, el qual està dividit per línies horitzontals. Al primer nivell se situen les portes d'entrada amb arcs de mig punt. A banda i banda d'aquesta s'obra una finestra (mig tapiada), també de mig punt.
Al primer pis hi ha dos balcons que es corresponen amb les portes i al mateix temps amb el vèrtex de les teulades i, banda i banda, una finestra. Al tercer nivell hi ha dos òculs. Els altres annexos guarden una tipologia equilibrada amb l'edifici principal. Les façanes laterals d'aquest, no estan fetes amb material de maó, sinó d'arrebossat. Destaca la xemeneia del molí, la qual és estructurada amb la forma típica de les xemeneies d'aquesta època.

## Història
L'edifici es va construir als volt de 1850 per a instal·lar-hi un molí d'oli. Posteriorment es va utilitzar com a sabonera. Fins ara ha tingut la utilització de magatzem i fou abandonat més endavant.
Temps enrere la finca arribava al cementiri (la part vella s'enderrocà).